# Foreland Island
Foreland Island (englisch, spanisch Islote Promontorio) ist eine kleine Insel im Archipel der Südlichen Shetlandinseln. Sie liegt 1,5 km ostsüdöstlich des Taylor Point vor dem östlichen Ende von King George Island. 
Die Insel war Robbenjägern mindestens seit 1821 bekannt. Ihr Name leitet sich von der 6 km nordwestlich gelegenen Landspitze North Foreland ab.